# 麻里梨夏
麻里梨夏（日语：麻里梨夏，1993年6月9日—），日本前AV女優。所屬事務所是C-more Entertainment。

## 個人簡歷
出身於千葉縣。2014年3月以製造商S1的專屬女優身分出道，扮演的角色是蘿莉系AV女優。所屬事務所有ロータスグループ、ファンスタープロモーション、CLAPと経て、C-more Entertainment。
喜歡玩RPG類遊戲和讀書，也擅長於烹飪。
剛出道的藝名是 成海麗（成海うるみ，なるみ うるみ）。2015年4月1日改為 広瀬りりあ（ひろせ りりあ），同年6月9日再改為 渚うるみ（なぎさ うるみ），2016年1月改為 麻里梨夏 。
2019年9月3日在個人Twitter上宣布，將在2019年10月的AV拍攝結束後引退。
雖然在2020年1月31日停止AV相關活動，但仍屬於C-more Entertainment。
在2020年12月25日宣布將於2021年重啟AV相關活動。同時本中的官方Twitter上宣布她將作為專屬女優。

## 外部連結
- 麻里梨夏 所属事務所
- 麻里梨夏的X（前Twitter）（2016年1月8日 - ）